# Catoria lucidata
Catoria lucidata là một loài bướm đêm trong họ Geometridae.